# Xã Riverton, Michigan
Xã Riverton (tiếng Anh: Riverton Township) là một xã thuộc quận Mason, tiểu bang Michigan, Hoa Kỳ. Năm 2010, dân số của xã này là 1.153 người.